# Too Fast for Love
Too Fast for Love (рус. Слишком быстро для любви) — дебютный студийный альбом американской глэм-метал-группы Mötley Crüe, изданный 10 ноября 1981 года на независимом лейбле Leathür Records.

## Об альбоме
Первая сессия записи состоялась в сентябре 1981 года, через 4 месяца после того, как Mötley Crüe дали свой первый концерт в ночном клубе Starwood с 24-го по 25 апреля.
Группа записывались в течение нескольких дней с продюсером Майклом Уодженером и инженером Ави Киппером в Hit City West, небольшой студии в голливудском районе Лос-Анджелеса.
С некоторыми перезаписанными частями альбом был повторно издан Роем Томасом Бэйкером 20 августа 1982 года на Elektra Records, с которым Mötley Crüe недавно подписали свой первый контракт.
В то время альбом достиг только 77-й позиции в Billboard 200 в США, но, в конечном счёте, получил платиновый статус.
Альбом совмещает в себе элементы хард-рока, глэм- и хеви-метала.
На сайте Metal-rules.com альбом занял 31-е место в списке «100 самых грандиозных альбомов хеви-метала».

## Обложка и издания
Идея обложки взята с альбома Sticky Fingers группы The Rolling Stones.
Известны три издания пластинки на лейбле Leathür Records, помимо выпуска кассеты.
У первой пластинки была белая надпись на обложке, а лейбл звукозаписи был белым с чёрной надписью.
На фотографии с обратной стороны у Винса Нейла пышная прическа, покрашенная аэрографом, поскольку его цвет волос был плохо различим на белом фоне.
Этот вариант пластинки, на сегодняшний день, самый редкий, так как числится лишь в 900 экземплярах.
У второй пластинки была красная надпись на обложке, но лейбл звукозаписи остался белым с чёрной надписью. Волосы Винса были также покрашены на фотографии. На обратной стороне обложки немного другое размещение фотографии группы.
Эта пластинка самая популярная в продаже. Хотя некоторые источники утверждают, что версия Leathür также содержала трек «Toast of the Town», на самом деле это не так.
Трек песня была на стороне «B» 7-дюймового сингла «Stick to Your Guns», который был издан группой незадолго до выхода альбома.
На третьей пластинке красная надпись, а лейбл звукозаписи чёрный с белой надписью.
Версия альбома компании Elektra содержала немного измененный порядок композиций и был удалён трек «Stick to Your Guns».
Однако выпуск альбома на Elektra Records в Канаде (как на виниле, так и на кассете) был версией Leathür Records, но с лейблом «Elektra» на обложке, и всё-таки включал «Stick to Your Guns».
Этот выпуск был издан за два месяца до того, как переделанная версия альбома распространилась по всему миру.
Причина этого была в том, что Mötley Crüe собирались отправиться в тур по Канаде, а компания Elektra хотела гарантировать, что их музыка будет в продаже, пока группа совершает поездку по стране.
В то время как создание переделанной версии было завершено, первое издание альбома на лейбле Elektra Records ещё было доступно в Канаде.

## Критический приём
Альбом получил в основном положительные отзывы. Обозреватель AllMusic Стив Хьюи дал ему оценку в четыре звезды, утверждая, что

«Mötley Crüe, по сути, производит впечатление барной группы, которая с энтузиазмом компенсирует недостаток технических навыков».

Диск был также самым ранним из семи последовательных студийных альбомов Mötley Crüe, получивших золотой или платиновый сертификат RIAA — каждый альбом вплоть до Generation Swine (1997) включительно является как минимум золотым.

## Список композиций
Все песни, кроме тех, что помечены, написаны Никки Сиксом.

### Оригинальная версия
| №  | Название               | Автор(ы)         | Длительность |
| -- | ---------------------- | ---------------- | ------------ |
| 1. | «Live Wire»            |                  | 3:14         |
| 2. | «Public Enemy #1»      | Сикс, Лиззи Грей | 4:22         |
| 3. | «Take Me to the Top»   |                  | 3:43         |
| 4. | «Merry-Go-Round»       |                  | 3:22         |
| 5. | «Piece of Your Action» | Сикс, Винс Нил   | 4:39         |

| №                   | Название             | Автор(ы)            | Длительность |
| ------------------- | -------------------- | ------------------- | ------------ |
| 6.                  | «Starry Eyes»        |                     | 4:28         |
| 7.                  | «Stick to Your Guns» |                     | 4:20         |
| 8.                  | «Come On and Dance»  |                     | 3:11         |
| 9.                  | «Too Fast for Love»  |                     | 4:11         |
| 10.                 | «On with the Show»   | Сикс, Нил           | 4:07         |
| Общая длительность: | Общая длительность:  | Общая длительность: | 46:16        |

### Версия Elektra
| №  | Название             | Автор(ы)   | Длительность |
| -- | -------------------- | ---------- | ------------ |
| 1. | «Live Wire»          |            | 3:14         |
| 2. | «Come On and Dance»  |            | 2:47         |
| 3. | «Public Enemy #1»    | Сикс, Грей | 4:22         |
| 4. | «Merry-Go-Round»     |            | 3:22         |
| 5. | «Take Me to the Top» |            | 3:43         |

| №                   | Название               | Автор(ы)            | Длительность |
| ------------------- | ---------------------- | ------------------- | ------------ |
| 6.                  | «Piece of Your Action» | Сикс, Нил           | 4:39         |
| 7.                  | «Starry Eyes»          |                     | 4:28         |
| 8.                  | «Too Fast for Love»    |                     | 3:22         |
| 9.                  | «On with the Show»     | Sixx, Neil          | 4:07         |
| Общая длительность: | Общая длительность:    | Общая длительность: | 34:04        |

Это переиздание было популярно на протяжении следующих 17 лет, пока не было вновь переиздано в 1999 году вместе со всеми альбомами группы 80-х годов.
| №                   | Название                                                       | Автор(ы)            | Длительность |
| ------------------- | -------------------------------------------------------------- | ------------------- | ------------ |
| 10.                 | «Toast of the Town» (Сторона «Б» сингла «Stick to Your Guns»)  | Мик Марс, Сикс      | 3:35         |
| 11.                 | «Tonight» (Кавер на группу Raspberries)                        | Эрик Кармен         | 4:27         |
| 12.                 | «Too Fast for Love» (Альтернативное вступление)                |                     | 4:19         |
| 13.                 | «Stick to Your Guns» (7-дюймовый сингл)                        |                     | 4:23         |
| 14.                 | «Merry-Go-Round» (Живое выступление в Сан-Антонио, штат Техас) |                     | 3:56         |
| Общая длительность: | Общая длительность:                                            | Общая длительность: | 54:43        |

## В записи участвовали
Mötley Crüe
- Винс Нил — ведущий вокал
- Мик Марс — гитара, бэк-вокал
- Никки Сикс — бас-гитара
- Томми Ли — ударные, бэк-вокал

Производство
- Глин Фелт — инженер
- Ази Киппер, Роберт Батталья — дополнительные инженеры
- Майкл Уодженер — продюсер, звукоинженер, микширование
- Джо Ханш — мастеринг
- Брэдли Гилдерман — дополнительные наложения и правки
- Гордон Фордайс — ремикс
- Рой Томас Бейкер — продюсер (переиздание 1982 года), консультант по ремиксам

## Чарты
| Чарт (1984)         | Пик. позиция |
| ------------------- | ------------ |
| США (Billboard 200) | 77           |

## Сертификации
| Регион                                                      | Сертификация | Продажи    |
| ----------------------------------------------------------- | ------------ | ---------- |
| США (RIAA)                                                  | Платиновый   | 1 000 000^ |
| ^ Данные о тиражах приведены только на основе сертификации. |              |            |

## Награды
| Публикация            | Страна | Награда                                             | Место |
| --------------------- | ------ | --------------------------------------------------- | ----- |
| Revolver              | США    | 6 альбомов в стиле глэм-метал, которые вам нужны    | 1     |
| PopMatters            | США    | 10 основных альбомов глэм-метала                    | 1     |
| Consequence of Sound  | США    | 10 альбомов в стиле хэйр-метал, которые не отстой   | 1     |
| Rolling Stone         | США    | 50 величайших хэйр-метал-альбомов всех времён       | 9     |
| Rolling Stone         | США    | 100 величайших метал-альбомов всех времён           | 22    |
| L.A. Weekly           | США    | Любимые альбомы хэйр-метала Чака Клостермана        | 8     |
| Guitar World          | США    | 20 лучших хэйр-металлических альбомов восьмидесятых | 1     |
| Ultimate Classic Rock | США    | 30 лучших глэм-метал-альбомов                       | 1     |